# Dammtjärnen (Laxsjö socken, Jämtland)
Dammtjärnen är en sjö i Krokoms kommun i Jämtland och ingår i Indalsälvens huvudavrinningsområde. Dammtjärnen ligger i Gråberget-Hotagsfjällen Natura 2000-område.